# Micha (Name)
Micha ist ein männlicher hebräischer Vorname und ein Familienname. 

## Herkunft und Bedeutung
Micha, hebräisch מִיכָה miḵāh, selten מִיכָא miḵāʾ, stellt eine Kurzform des Namens מִיכָיָהוּ miḵājāhū bzw. מִיכָיָה miḵājāh dar. Der Name setzt sich aus den Elementen מִי mî „wer“, כְּ־ kə- „wie“ und dem Gottesnamen יהוה jhwh zusammen: „Wer ist wie der Herr?“ Damit betont der Name die Einzigartigkeit und Unvergleichbarkeit JHWHs.

## Verbreitung
Der Name מִיכָה miḵāh kommt in Israel gelegentlich vor, ist jedoch nicht sehr verbreitet.
In den Niederlanden ist der Name mäßig verbreitet. Im Jahr 2021 lag er auf Rang 214 der Hitlisten.
In Deutschland war Micha noch nie besonders verbreitet und schaffte es nur selten unter die 500 beliebtesten Jungennamen.

## Varianten
- Dänisch: Mika
- Deutsch: Michaja
- Englisch: Micah
- Französisch: Michée
- Griechisch: Μιχά Michá, Μειχα Meicha, Μηχα Mēcha, Μιχαιας Michaias
- Hebräisch: מִיכָה miḵāh, מִיכָא miḵāʾ, מִיכָיָהוּ miḵājāhū, מִיכָיָה miḵājāh
- Italienisch: Michea
- Latein: Michaeas, Micheas
- Portugiesisch: Miquéias
- Rumänisch: Mica
- Schwedisch: Mika
- Spanisch: Miqueas
- Tschechisch: Micheáš
- Ungarisch: Mikeás

Bei der Langform Michaja handelt es sich bereits biblisch um einen geschlechtsneutralen Namen, der von Männern und Frauen gleichermaßen getragen werden kann. Dies gilt jedoch nicht für die Kurzform Micha. Möglicherweise ist auch der Frauenname Michal eine Variante des Namens.

## Namenstag
Der Namenstag von Micha wird nach dem gleichnamigen Propheten am 15. Januar gefeiert.

## Bekannte Namensträger

### Biblische Namensträger
- Micha, Prophet (Mi 1,1 EU u. ö.)
- Micha ben Jimla, ein Prophet zur Regierungszeit Ahabs von Juda (2 Chr 18,14 EU u. ö.)
- Micha, Ephraimit, der ein privates Heiligtum errichtete (Ri 17–18 EU)
- Micha, Rubenit (1 Chr 5,5 EU)
- Micha, Urenkel Sauls (2 Sam 12,9 EU u. ö.)
- Micha, Levit aus der Abteilung Kehat (1 Chr 23,20 EU u. ö.)
- Micha, Vater des Abdon, den Josia zur Prophetin Hulda schickt (2 Chr 34,20 EU)
- Micha, Levit, Nachkomme Asafs (Neh 11,17 EU u. ö.)
- Micha, Levit (Neh 10,12 EU)

### Vorname
- Micha Acher (* 1971), bayerischer Musiker
- Micha Brumlik (* 1947), deutscher Erziehungswissenschaftler (geboren in Davos, Schweiz)
- Micha van Hoecke (* 1964), belgisch-russischer Tänzer, Choreograf und Opernregisseur
- Micha Pansi (* 1964), österreichische Fantasyautorin
- Micha Josef bin Gorion (1865–1921), eigentlich Micha Josef Berdyczewsky, hebräischer Publizist und Schriftsteller
- Micha Lewinsky (* 1972), Schweizer Drehbuchautor und Regisseur
- Micha Ullman (* 1939), israelischer Künstler und Professor an der Akademie der Bildenden Künste Stuttgart

### Künstlername
- Micha Marah (* 1953, eigentlich Aldegonda Leppens), belgische Sängerin

### Familienname
- Raymond Micha (1910–2006), belgischer Musiker, Dirigent und Komponist